# Ruta de los clíperes

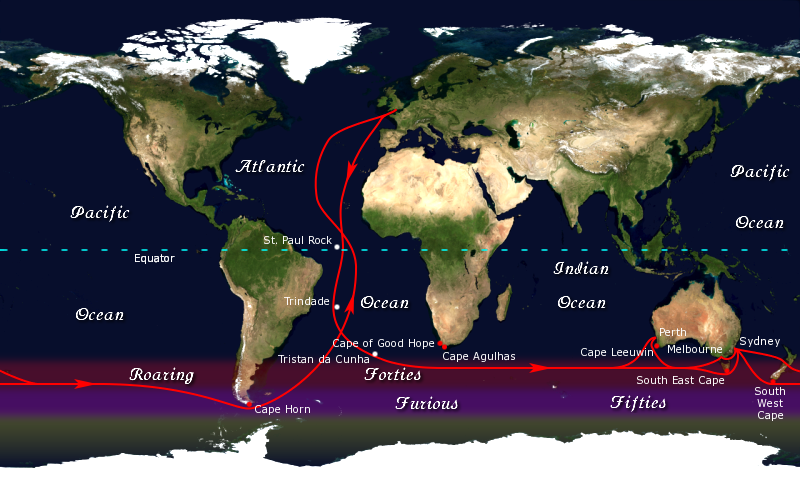
La ruta de los clíperes, seguida por barcos navegando entre Inglaterra y Australia o Nueva Zelanda

La ruta de los clíperes (en inglés: Clipper Route) era la ruta tradicional derivada de la ruta Brouwer y navegada por barcos clipper entre Europa y el Lejano Oriente, Australia y Nueva Zelanda. La ruta corría de oeste a este a través del Océano Austral, con el fin de aprovechar los fuertes vientos del oeste de los rugientes cuarenta. Muchos barcos y marineros se perdieron en las duras condiciones a lo largo de la ruta, particularmente en el Cabo de Hornos, que los clippers tuvieron que rodear a su regreso a Europa.
La ruta del clipper cayó en desuso comercial con la introducción de las máquinas de vapor marinas y la apertura de los canales de Suez y Panamá, deteniéndose su uso por completo por la Segunda Guerra Mundial y la consecuente interrupción casi total del envío comercial, con algunos barcos comerciales usando la ruta en 1948 y 1949. Sin embargo, sigue siendo la ruta de navegación a vela más rápida del mundo y, como tal, ha sido la ruta de varias regatas de yates importantes, como la Velux 5 Oceans Race y la Vendée Globe.

## Descripción
La ruta del clipper de Inglaterra a Australia y Nueva Zelanda, que regresaba por el Cabo de Hornos , ofrecía a los capitanes la circunnavegación más rápida del mundo y, por tanto, potencialmente las mayores recompensas. Muchos cortadores de grano, lana y oro navegaron por esta ruta y regresaron a casa con valiosos cargamentos en un tiempo relativamente corto. Sin embargo, esta ruta, que pasa al sur de los tres grandes cabos y recorre gran parte de su longitud a través del Océano Austral, también conllevaba los mayores riesgos, exponiendo a los barcos a los peligros de vientos feroces, olas enormes e icebergs. Esta combinación de los barcos más rápidos, los riesgos más altos y las mayores recompensas se combinó para darle a esta ruta un aura particular de romance y drama.

### Rumbo a Oriente

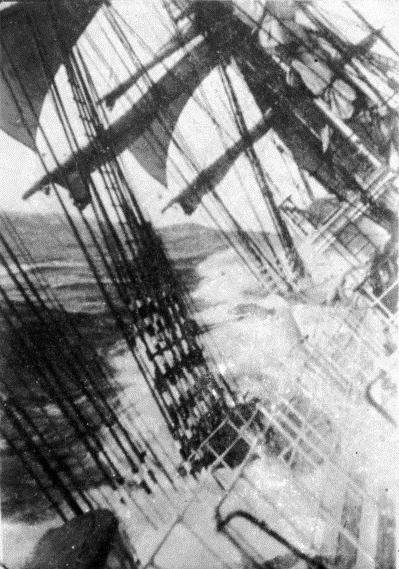
Barco no identificado rodeando el Cabo de Hornos

Esta ruta iba desde Inglaterra por el este del Océano Atlántico hasta el Ecuador, cruzando aproximadamente en la posición de las rocas de San Pedro y San Pablo, a unos 20 grados de longitud oeste. Un buen tiempo de navegación para las 3.275 millas (5.271 km) hasta este punto habría sido de unos 21 días. Sin embargo, un barco desafortunado podría pasar tres semanas más atravesando la zona de convergencia intertropical.
Luego, la ruta corría hacia el sur a través del Atlántico sur occidental, siguiendo la circulación natural de vientos y corrientes, pasando cerca de Trindade, luego girando hacia el sureste pasando Tristan da Cunha. La ruta cruzó el meridiano cero a unos 40 grados de latitud sur, llevando a los clípers a los Rugientes Cuarentas después de aproximadamente 6.500 millas (10.500 km) navegando desde Plymouth. Un buen momento para esta ejecución habría sido de unos 43 días.
Una vez en los Rugientes Cuarenta, un barco también estaba dentro de la zona de hielo, el área del Océano Austral donde había una gran posibilidad de encontrar icebergs. La seguridad impondría mantenerse en el borde norte de esta zona, aproximadamente a lo largo del paralelo 40 sur. Sin embargo, la ruta del gran círculo desde el Cabo de Buena Esperanza hasta Australia, que se curva hacia abajo a 60 grados de latitud sur, es 1000 millas (1600 km) más corta y también ofrecería los vientos más fuertes. Por lo tanto, los capitanes del barco irían tan al sur como se atrevieran, sopesando el riesgo del hielo frente a un paso rápido.
Los barcos clíper con destino a Australia y Nueva Zelanda harían escala en una variedad de puertos. Un barco que navegue de Plymouth a Sídney, por ejemplo, cubriría alrededor de 13 750 millas (22 130 km); un tiempo rápido para este viaje sería de unos 100 días.

### De regreso a Europa
El pasaje de regreso continuó hacia el este desde Australia; los barcos que se detenían en Wellington pasaban por el estrecho de Cook, pero por lo demás se evitaba este complicado paso y los barcos pasaban por el extremo sur de Nueva Zelanda. Una vez más, los barcos en dirección este estarían navegando más o menos dentro de la zona de hielo, manteniéndose lo más al sur posible por la ruta más corta y los vientos más fuertes. La mayoría de los barcos permanecieron al norte de la latitud del Cabo de Hornos, a 56 grados de latitud sur, siguiendo un descenso hacia el sur en la zona de hielo a medida que se acercaban al cabo.
El propio cabo ha tenido una reputación infame entre los marineros. Los fuertes vientos y corrientes que fluyen perpetuamente alrededor del Océano Austral sin interrupción son canalizados por el cabo hacia el relativamente estrecho Pasaje Drake. Junto con los ciclones turbulentos que vienen de los Andes y las aguas poco profundas cerca del cabo, esta combinación de factores puede crear condiciones violentamente peligrosas para los barcos.
Los barcos que sobrevivieron al cabo luego hicieron el viaje de regreso por el Atlántico, siguiendo la circulación natural del viento por el este del Atlántico sur y más hacia el oeste en el Atlántico norte. Una buena carrera de 14.750 millas (23.740 km) desde Sídney a Plymouth sería alrededor de 100 días.

## Variaciones
La ruta navegada por un velero siempre estuvo fuertemente dictada por las condiciones del viento, que generalmente son confiables desde el oeste en los años cuarenta y cincuenta. Incluso aquí, sin embargo, los vientos son variables, y la ruta precisa y la distancia navegada dependerían de las condiciones de un viaje en particular. Los barcos en las profundidades del Océano Austral podrían encontrarse con vientos en contra persistentes, o incluso en calma. Sin embargo, los barcos de vela que intentan ir en contra de la ruta podrían tener problemas aún mayores.

## Uso moderno
La introducción de los barcos de vapor y la apertura de los canales de Suez y Panamá supusieron la desaparición de la ruta del clipper como una importante ruta comercial. Sin embargo, sigue siendo la ruta de navegación más rápida del mundo, por lo que el crecimiento de la navegación recreativa de larga distancia ha provocado un resurgimiento de la navegación en la ruta.
La primera persona en intentar una circunnavegación a alta velocidad de la ruta del clipper fue Francis Chichester. Chichester ya era un notable pionero de la aviación, que había volado solo desde Londres a Sídney, y también un pionero de las regatas de yates, siendo uno de los fundadores de la Single-Handed Trans-Atlantic Race (OSTAR). Después del éxito del OSTAR, Chichester comenzó a buscar una circunnavegación en la ruta del clipper. Quería hacer la circunnavegación más rápida de la historia en un bote pequeño, pero se fijó específicamente el objetivo de superar un pasaje "rápido" de un barco clíper de 100 días a Sídney. Partió en 1966 y completó la carrera a Sídney en 107 días; después de una parada de 48 días, regresó por el Cabo de Hornos en 119 días.
El éxito de Chichester inspiró a varios otros a intentar el siguiente paso lógico: una circunnavegación sin escalas a lo largo de la ruta del clipper. El resultado fue la Sunday Times Golden Globe Race (1968-1969), que no solo fue la primera regata de yates en solitario, sino también la primera regata de yates alrededor del mundo en cualquier formato. Posiblemente la regata de yates más extraña jamás realizada, culminó con una circunnavegación sin escalas exitosa de un solo competidor, Robin Knox-Johnston , quien se convirtió en la primera persona en navegar la ruta del clipper sin escalas y sin ayuda.
Hoy en día, hay varias carreras importantes que se celebran regularmente a lo largo de la ruta del clipper. La Ocean Race es una carrera con tripulación con paradas que recorre la ruta del clipper cada cuatro años. Dos carreras en solitario, inspiradas en Chichester y la carrera Golden Globe, son la Around Alone, que circunnavega con paradas, y la Vendée Globe, que es sin escalas.